# Agnelli
Agnelli är en italiensk industrifamilj som blivit känd som ägare till Fiatkoncernen, en av världens största fordonstillverkare och under decennier helt dominerande bilmärke i Italien. Familjens verksamhet innefattar eller har innefattat bankväsendet, försäkringsbranschen, flygindustrin (Aeritalia), telekommunikation, militärindustrin samt dagstidningen La Stampa. Familjens ägande sker genom maktbolaget  Exor S.p.A. som styr ägandet i bland annat Fiat Chrysler Automobiles och CNH Industrial. Familjen är också känd som ägare till fotbollslaget Juventus FC.

## Historia

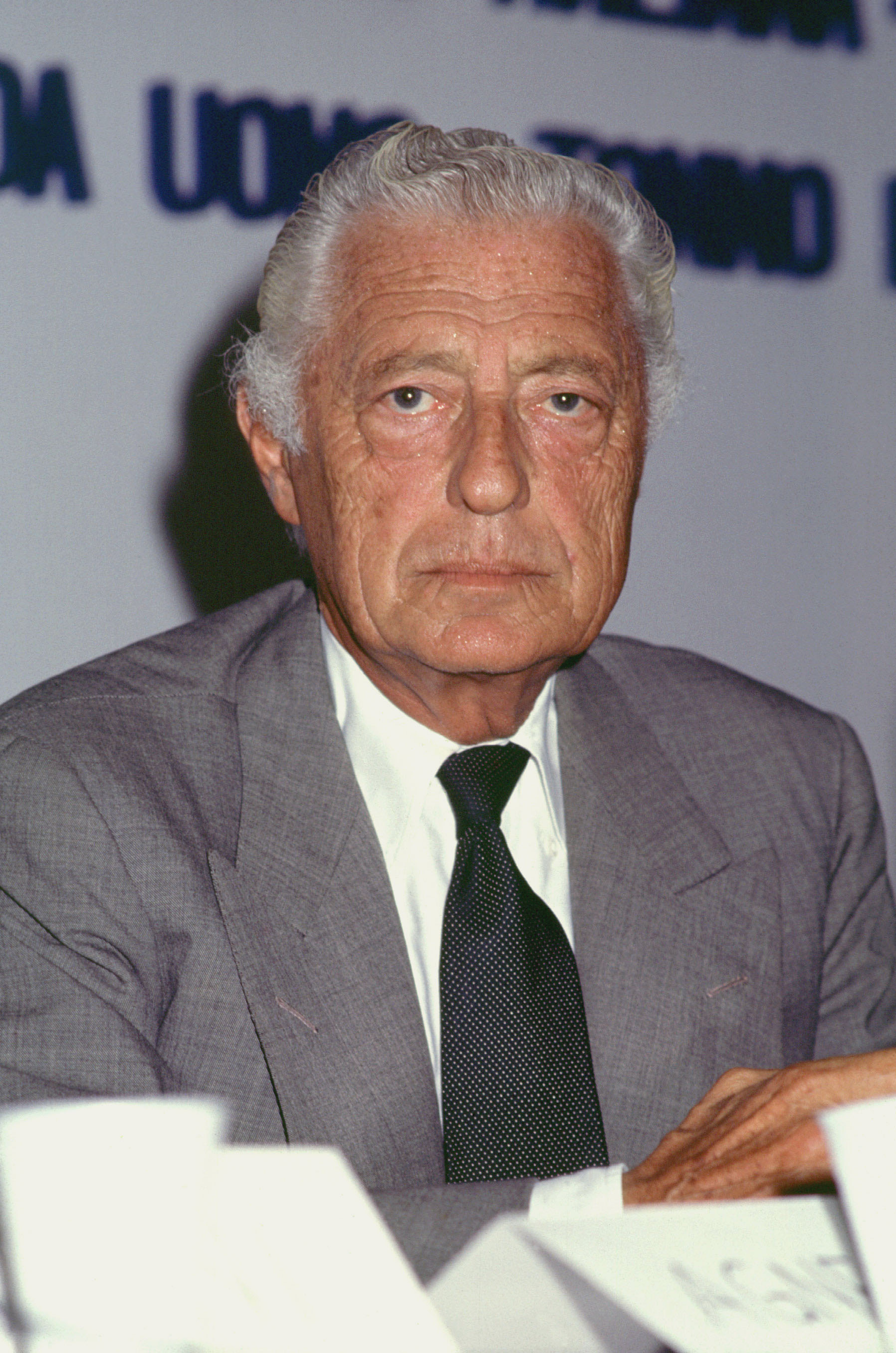
Gianni Agnelli var familjens centralpunkt under decennier och blev känd världen över som ledare för Fiatkoncernen.

Familjen Agnelli har sedan grundandet av Fiat utvecklats till Italiens mest kända industrifamilj. Fiat grundades 11 juli 1899 av Giovanni Agnelli tillsammans med en grupp kompanjoner. Agnelli kom efterhand att ta kontrollen över bolaget som utvecklades till Italiens ledande industrikoncern vid sidan av de statliga industrikoncernerna som skapades under fascisttiden. Edoardo Agnelli föddes in i Fiatkoncernen som son till Giovanni Agnelli. Han gifte sig med Virginia Bourbon del Monte. Eduardo Agnelli blev far till Giovanni Agnelli, Umberto Agnelli och Susanna Agnelli. Han var president för Juventus 1923-1935 och vicepresident för Fiat. Edouardo avled 1935 och barnbarnet Giovanni "Gianni" Agnelli utsågs och fostrades till efterträdare. Gianni Agnelli (1921–2003) tog över ledningen av Fiatkoncernen 1966. 
Susanna Agnelli var Italiens första kvinnliga utrikesminister.
Gianni Agnelli var bror till Clara Agnelli (f.1920, gift med prins Tassilo zu Fürstenberg, mamma till Egon von Fürstenberg och Ira von Fürstenberg), Susanna Agnelli (1922–2009), Maria Sole Agnelli (f.1925), Cristiana (f.1927) gift med greve Brandolino Brandolini d'Adda, Giorgio Agnelli (1929–1965) och Umberto Agnelli (1934–2004). Agnelli var gift med prinsessan Marella Caracciolo di Castagneto (född 1927) från 1953 fram till sin död. Med henne hade han en son och en dotter. Barnbarnet John Elkann, son till Margherita Agnelli de Pahlen, tog över kontrollen av familjens ägande efter hans död.
John Elkann är styrelseordförande och vd för den globala investmentbolaget Exor S.p.A. sedan 2011. Han är också styrelseordförande för holdingbolaget Fiat Chrysler Automobiles N.V., som kontrollerar biltillverkarna Fiat S.p.A. och Chrysler, sedan 2014.

## Kända medlemmar
- Giovanni Agnelli (1866–1945) (1866–1945)
- Edoardo Agnelli (1892–1935)
- Giovanni "Gianni" Agnelli (1921–2003)
- Susanna Agnelli (1922–2009)
- Umberto Agnelli (1934–2004)
- John Elkann